# Llista de monuments de Corçà
Llista de monuments de Corçà inclosos en l'Inventari del Patrimoni Arquitectònic de Catalunya al terme municipal de Corçà (Baix Empordà). Inclou els inscrits en el Registre de Béns Culturals d'Interès Nacional (BCIN) catalogats com a monuments històrics, els béns culturals d'interès local (BCIL) de caràcter immoble i la resta de béns arquitectònics integrants del patrimoni cultural català.
| Monument                                                   | Protecció   | Estil/època                          | Localització                                            | Coordenades                                          | Codi?         | Imatge |
| ---------------------------------------------------------- | ----------- | ------------------------------------ | ------------------------------------------------------- | ---------------------------------------------------- | ------------- | --- |
| Castell de Corçà                                           | BCIN 703-MH | XIV-XV                               | Corçà Pl. del Rebot                                     | 41° 59′ 23″ N, 3° 01′ 04″ E / 41.989856°N,3.017811°E | RI-51-0005872 | Carregueu una nova foto d'aquest monument                                                                                                  |
| Castell de l'Alberg, Can Caramany                          | BCIN 704-MH | Obra popular XVI-XVII                | Corçà Av. Costa Brava, 1                                | 41° 59′ 22″ N, 3° 00′ 55″ E / 41.989563°N,3.015225°E | RI-51-0005873 | Castell de l'Alberg (Corçà) · Vegeu més fotos d'aquest monument · Carregueu una nova foto d'aquest monument                                |
| Torre Guinarda, Torre Foixanta                             | BCIN 705-MH | XV                                   | Corçà Cra. C-66, km 12,200                              | 41° 58′ 41″ N, 3° 01′ 40″ E / 41.97817°N,3.02764°E   | RI-51-0005874 | Torre Guinarda (Corçà) · Vegeu més fotos d'aquest monument · Carregueu una nova foto d'aquest monument                                     |
| Can Savall de Planils                                      | BCIN 706-MH | Obra popular XV-XVI, XX              | Corçà Planils                                           | 41° 59′ 52″ N, 2° 59′ 35″ E / 41.997769°N,2.993183°E | RI-51-0005875 | Can Savall de Planils (Corçà) · Vegeu més fotos d'aquest monument · Carregueu una nova foto d'aquest monument                              |
| Mur de fortificació de Casavells                           | BCIN 707-MH | Medieval                             | Corçà Pl. Major - c. Santa Llúcia, Casavells            | 42° 00′ 07″ N, 3° 02′ 00″ E / 42.001922°N,3.033412°E | RI-51-0005876 | Carregueu una nova foto d'aquest monument                                                                                                  |
| Església de Sant Julià de Corçà i Santa Basilissa de Corçà |             | Romànic, barroc XII, XVIII           | Corçà El Firal                                          | 41° 59′ 22″ N, 3° 01′ 02″ E / 41.989468°N,3.017131°E | IPA-7011      | Església de Sant Julià de Corçà i Santa Basilissa de Corçà · Vegeu més fotos d'aquest monument · Carregueu una nova foto d'aquest monument |
| Mas Vilosa                                                 |             | Obra popular, gòtic tardà XVI        | Corçà C. Sant Sebastià, 2                               | 41° 59′ 26″ N, 3° 01′ 06″ E / 41.990486°N,3.018210°E | IPA-7012      | Carregueu una nova foto d'aquest monument                                                                                                  |
| Sant Martí de Caçà de Pelràs                               |             | Romànic XII                          | Corçà Cassà de Pelràs                                   | 42° 00′ 29″ N, 2° 59′ 40″ E / 42.007934°N,2.994575°E | IPA-7013      | Sant Martí de Caçà de Pelràs (Corçà) · Vegeu més fotos d'aquest monument · Carregueu una nova foto d'aquest monument                       |
| Mas Pagès                                                  |             | Obra popular, renaixement XVII-XVIII | Corçà Caçà de Pelràs                                    | 42° 00′ 31″ N, 2° 59′ 45″ E / 42.00860°N,2.99574°E   | IPA-7014      | Carregueu una nova foto d'aquest monument                                                                                                  |
| Can Saló                                                   |             | Gòtic XVII                           | Corçà C. Santa Llúcia, 1 - pl. Major, Casavells         | 42° 00′ 00″ N, 3° 01′ 55″ E / 42.000030°N,3.032056°E | IPA-7016      | Can Saló (Corçà) · Vegeu més fotos d'aquest monument · Carregueu una nova foto d'aquest monument                                           |
| Muralles de Corçà                                          |             | Medieval                             | Corçà Nucli antic                                       | 41° 59′ 25″ N, 3° 01′ 03″ E / 41.990248°N,3.017600°E | IPA-7017      | Muralles de Corçà · Vegeu més fotos d'aquest monument · Carregueu una nova foto d'aquest monument                                          |
| Església de Santa Cristina                                 |             | Romànic XI, XIII                     | Corçà Paratge de Santa Cristina                         | 41° 58′ 51″ N, 3° 00′ 35″ E / 41.980938°N,3.009612°E | IPA-7018      | Església de Santa Cristina (Corçà) · Vegeu més fotos d'aquest monument · Carregueu una nova foto d'aquest monument                         |
| Capella de Sant Sebastià de Corçà                          |             | Obra popular XVIII                   | Corçà C. Sant Sebastià                                  | 41° 59′ 29″ N, 3° 00′ 56″ E / 41.991450°N,3.015662°E | IPA-7019      | Capella de Sant Sebastià de Corçà · Vegeu més fotos d'aquest monument · Carregueu una nova foto d'aquest monument                          |
| Església de Sant Joan de Matajudaica                       |             | Romànic, barroc XI, XVIII            | Corçà C. Església, Matajudaica                          | 42° 00′ 20″ N, 3° 02′ 39″ E / 42.005518°N,3.044122°E | IPA-7024      | Església de Sant Joan de Matajudaica (Corçà) · Vegeu més fotos d'aquest monument · Carregueu una nova foto d'aquest monument               |
| Escoles de Casavells                                       |             | Modernisme XX Inici                  | Corçà C. Sant Josep 2, Casavells                        | 41° 59′ 59″ N, 3° 01′ 57″ E / 41.999832°N,3.032509°E | IPA-7026      | Escoles de Casavells (Corçà) · Vegeu més fotos d'aquest monument · Carregueu una nova foto d'aquest monument                               |
| Can Carreres, Mas Ral                                      |             | Obra popular XVII                    | Corçà C. Sant Genís, 1 - c. Sant Josep, Casavells       | 41° 59′ 58″ N, 3° 01′ 58″ E / 41.999404°N,3.032913°E | IPA-7027      | Carregueu una nova foto d'aquest monument                                                                                                  |
| Can Recó Bonic, Can Recó                                   |             | Gòtic tardà XVI                      | Corçà C. Sant Josep, 10, Casavells                      | 41° 59′ 58″ N, 3° 01′ 57″ E / 41.999566°N,3.032611°E | IPA-7028      | Carregueu una nova foto d'aquest monument                                                                                                  |
| Can Pons Boto                                              |             | Obra popular XVIII                   | Corçà C. Sant Genís, 13, Casavells                      | 42° 00′ 00″ N, 3° 02′ 00″ E / 42.000070°N,3.033203°E | IPA-7029      | Can Pons Boto (Corçà) · Vegeu més fotos d'aquest monument · Carregueu una nova foto d'aquest monument                                      |
| Graonada per a cobla                                       |             | Obra popular XIX-XX                  | Corçà Pl. de Caçà de Pelràs                             | 42° 00′ 30″ N, 2° 59′ 41″ E / 42.00820°N,2.99468°E   | IPA-7030      | Graonada per a cobla (Corçà) · Vegeu més fotos d'aquest monument · Carregueu una nova foto d'aquest monument                               |
| La Font de Casavells                                       |             | Obra popular XX Inici                | Corçà C. Sant Joan - camí del Mas Entreserra, Casavells | 42° 00′ 05″ N, 3° 01′ 52″ E / 42.001494°N,3.031127°E | IPA-7031      | La Font de Casavells (Corçà) · Vegeu més fotos d'aquest monument · Carregueu una nova foto d'aquest monument                               |
| Can Ribot a Casavells                                      |             | XIX                                  | Corçà Ctra. de Figueres, Casavells                      | 42° 00′ 04″ N, 3° 01′ 45″ E / 42.001220°N,3.029159°E | IPA-7032      | Carregueu una nova foto d'aquest monument                                                                                                  |
| Finestra a Can Clota, Casavells                            |             | Gòtic XVI                            | Corçà Ctra. de Figueres, Casavells                      | 42° 00′ 04″ N, 3° 01′ 44″ E / 42.001166°N,3.028851°E | IPA-7033      | Carregueu una nova foto d'aquest monument                                                                                                  |
| Can Plaja                                                  |             | Obra popular XIX                     | Corçà Veïnat de les Costes, Casavells                   | 42° 00′ 03″ N, 3° 02′ 11″ E / 42.000840°N,3.036291°E | IPA-7034      | Carregueu una nova foto d'aquest monument                                                                                                  |
| Can Ferran                                                 |             | Obra popular XVIII                   | Corçà Casavells                                         | 41° 59′ 41″ N, 3° 02′ 06″ E / 41.994725°N,3.035080°E | IPA-7035      | Carregueu una nova foto d'aquest monument                                                                                                  |
| Can Tòfol                                                  |             | Obra popular XVII                    | Corçà C. Major, 30 - camí dels Aspres, Matajudaica      | 42° 00′ 22″ N, 3° 02′ 35″ E / 42.005994°N,3.042941°E | IPA-7036      | Carregueu una nova foto d'aquest monument                                                                                                  |
| Can Casadella                                              |             | Gòtic, obra popular XVI              | Corçà C. Major, 29, Matajudaica                         | 42° 00′ 20″ N, 3° 02′ 35″ E / 42.005562°N,3.043044°E | IPA-7037      | Can Casadella (Corçà) · Vegeu més fotos d'aquest monument · Carregueu una nova foto d'aquest monument                                      |
| Carrer Unió                                                |             | XVIII                                | Corçà C. Unió, Matajudaica                              | 42° 00′ 19″ N, 3° 02′ 38″ E / 42.005264°N,3.043834°E | IPA-7038      | Carregueu una nova foto d'aquest monument                                                                                                  |
| Can Raset                                                  |             | Obra popular XVIII                   | Corçà C. de Baix, 7 - c. Major, 9, Matajudaica          | 42° 00′ 18″ N, 3° 02′ 39″ E / 42.004918°N,3.044033°E | IPA-7039      | Carregueu una nova foto d'aquest monument                                                                                                  |
| Can Ribot                                                  |             | Obra popular XVIII                   | Corçà C. Major, 19-21, Matajudaica                      | 42° 00′ 21″ N, 3° 02′ 39″ E / 42.005935°N,3.044137°E | IPA-7040      | Carregueu una nova foto d'aquest monument                                                                                                  |
| Forn de Can Dalmau                                         |             | Obra popular XVIII                   | Corçà C. Major, 20, Matajudaica                         | 42° 00′ 22″ N, 3° 02′ 41″ E / 42.006057°N,3.044596°E | IPA-7041      | Carregueu una nova foto d'aquest monument                                                                                                  |
| Can Julià                                                  |             | Gòtic XVII                           | Corçà C. Major, 11, Matajudaica                         | 42° 00′ 19″ N, 3° 02′ 39″ E / 42.005219°N,3.044130°E | IPA-7042      | Carregueu una nova foto d'aquest monument                                                                                                  |
| Església de Sant Genís de Casavells                        |             | Romànic XII                          | Corçà C. de l'Església, Casavells                       | 41° 59′ 59″ N, 3° 01′ 59″ E / 41.999722°N,3.033056°E | IPA-13347     | Església de Sant Genís de Casavells (Corçà) · Vegeu més fotos d'aquest monument · Carregueu una nova foto d'aquest monument                |
| Nucli antic de Corçà                                       |             | Obra popular XV                      | Corçà                                                   | 41° 59′ 24″ N, 3° 01′ 06″ E / 41.990103°N,3.018240°E | IPA-13348     | Nucli antic de Corçà · Vegeu més fotos d'aquest monument · Carregueu una nova foto d'aquest monument                                       |
| Pont Vell                                                  |             | Obra popular                         | Corçà Riera de Corçà                                    | 41° 59′ 20″ N, 3° 01′ 01″ E / 41.988834°N,3.016911°E | IPA-36875     | Carregueu una nova foto d'aquest monument                                                                                                  |
| Rajoleria Planils, rajoleria de Can Llobet                 |             | Obra popular                         | Corçà Camí de Planils a Monells                         | 41° 59′ 27″ N, 2° 59′ 36″ E / 41.990959°N,2.993203°E | IPA-50707     | Carregueu una nova foto d'aquest monument                                                                                                  |
| Forn de calç del Mas Xocolater                             |             | Obra popular                         | Corçà Marge dret de la pista d'Anyells a Planils        | 41° 59′ 45″ N, 2° 59′ 05″ E / 41.995717°N,2.984683°E | IPA-50708     | Carregueu una nova foto d'aquest monument                                                                                                  |